# Bruno Martini (handball)
Pour les articles homonymes, voir Bruno Martini et Martini.
Bruno Martini, né le 3 juillet 1970 à Salon-de-Provence, est un gardien de but international français de handball devenu dirigeant de club puis président de la Ligue nationale de handball (LNH). 
Il a notamment remporté deux titres de champion du monde en 1995 et 2001 et de deux Coupes d'Europe en 1993 avec l'OM-Vitrolles et en 2003 avec Montpellier. Après sa carrière de joueur, il occupe pendant onze ans le poste de manager général du Paris Handball, devenu Paris Saint-Germain en 2012. Élu fin 2021 président de la LNH, il démissionne en janvier 2023 après sa condamnation pour corruption de mineur et enregistrement d'images pornographiques de mineur.  
Il a pour homonyme un autre gardien de but, le footballeur Bruno Martini (sans aucun lien de parenté). Entre 1990 et 1996, les deux évoluaient simultanément en équipe de France dans leur sport respectif.

## Biographie

### Parcours de joueur

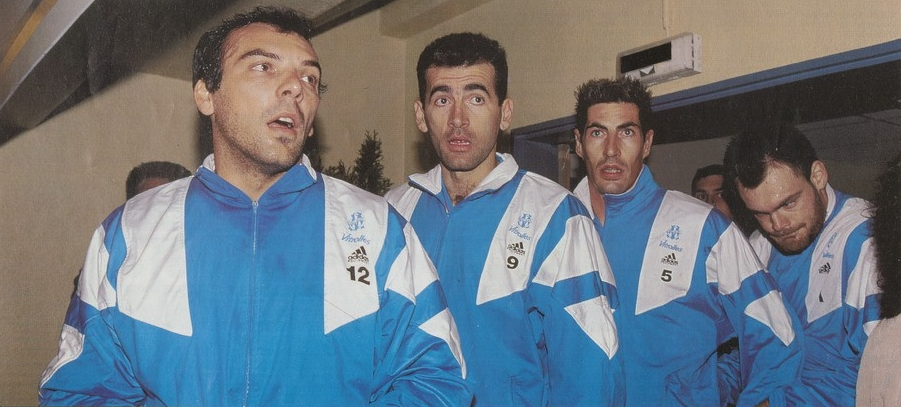
Bruno Martini, précédé par Bašić, Kuzmanovski et Volle lors de la saison 92/93 de l'OM Vitrolles.

Repéré au club de Miramas, Bruno Martini rejoint à 16 ans le SMUC Marseille et participe au renouveau du club qui devient Vitrolles SMUC puis OM Vitrolles. Il remporte ainsi la Coupe des Coupes en 1993 puis le Championnat de France en 1994. Mais il perd peu à peu la confiance des dirigeants et signe en 1994 à l'Istres Sport qui évolue alors en deuxième division. Pour autant, comme évoqué avec Daniel Costantini, cela ne lui ferme pas la porte de l'équipe de France et il est d'ailleurs l'un des artisans dans le titre remporté au Championnat du monde 1995.
Il retrouve ensuite l'OM Vitrolles mais après la disparition du club en 1996, il prend la direction de l'Espagne et du SD Teucro pour une saison. En 1998, malgré une saison réussie sous le maillot des Spacer's Toulouse, (troisième du championnat, victoire en Coupe de France, qualification en C2), il décide de quitter le club toulousain, notamment pour des raisons financières, les Spacers ne pouvant pas s'aligner sur les offres des clubs espagnols et allemands qui prévoient de lui doubler son salaire (il devrait passer de 20.000 à 40.000 francs mensuels) : « Soit tu prends beaucoup d'argent et tu mets de côté pour plus tard, soit tu en prends moins et tu prépares une reconversion professionnelle. ».
Il passe alors une saison au HC Wuppertal avant de rejoindre en 2000 le Montpellier Handball. Il y remporte deux Championnats de France, trois Coupes de France et surtout la Ligue des champions en 2003. Arrivé en même temps que Thierry Omeyer, Martini perd du temps de jeu au profit de ce dernier et rejoint ainsi en 2003 le Paris Handball puis deux saisons plus tard USAM Nîmes Gard où il termine sa carrière en 2007, après 19 ans de carrière au plus haut niveau.
Il revient temporairement à la compétition en 2009 pour remplacer le gardien du THW Kiel, Andreas Palicka, blessé. Même si Thierry Omeyer accapare la majeure partie du temps de jeu, il atteint à cette occasion la finale de la Ligue des champions, six ans après l'avoir remporté avec le Montpellier Handball, et remporte un titre de champion et une Coupe d'Allemagne.

### Parcours de dirigeant
Après sa carrière joueur, Bruno Martini se lance dans une nouvelle aventure en fédérant autour de lui un groupe d’actionnaires qui reprend en mars 2010 le Paris Handball, club dont Martini devient le manager général. Il reste à ce poste après le rachat du club par le Qatar Investment Authority et contribue, à sa façon, à faire du Paris Saint-Germain Handball l'un des meilleurs clubs européens. En décembre 2020, il annonce qu'il va quitter le PSG un mois plus tard.
En janvier 2021, il devient le manager général de l'équipe e-sportive française, Team Vitality.
Le 29 novembre 2021, il est élu président de la Ligue nationale de handball.

### Affaire de corruption de mineur
À l'été 2020, la mère d'un garçon de 13 ans porte plainte en indiquant que celui-ci a été contacté sur Snapchat par un certain « Daddy » avec qui il a échangé des selfies et des vidéos à caractère sexuel et s'être vu proposer un rendez-vous. L'homme est identifié comme étant Bruno Martini au cours de l'enquête préliminaire de la brigade de protection des mineurs. La rencontre n'a en fait pas eu lieu, la mère de l'adolescent lui ayant téléphoné pour lui demander de rentrer alors qu'il se trouvait en bas de chez Martini, qui lui a payé les trajets en VTC. Après des mois d'enquête, la perquisition de ses domiciles et la saisie de ses matériels informatiques, les enquêteurs n'ont pas identifié d'autres victimes.  
Le 23 janvier 2023, Bruno Martini est interpellé et placé en garde à vue. Il reconnaît avoir échangé avec l'adolescent des images consenties et sollicitées de part et d'autre, sans contrepartie financière. Selon son avocat, Bruno Martini pensait avoir approché un mineur qui avait « entre 15 et 16 ans » et ne pouvait pas savoir qu'il avait moins de 15 ans, ce que l'enquête aurait reconnu.  
Lors de sa comparution sur reconnaissance préalable de culpabilité, le mercredi 25 janvier 2023, il est condamné à un an de prison avec sursis pour « corruption de mineur de plus de 15 ans, acquisition et détention de l'image d'un mineur présentant un caractère pornographique, fait commis à Paris et dans l'Hérault du 25 mai au 2 juin 2020 », peine assortie de 2 500 € d'amende délictuelle et de cinq ans d'interdiction d'exercer une activité professionnelle ou bénévole impliquant un contact habituel avec des mineurs.  
Il démissionne immédiatement de son mandat de président de la LNH. 
Dans un entretien accordé à L'Équipe deux mois après sa condamnation, Bruno Martini évoque des « choses compliquées » vécues dans son enfance et une période de dépression vécue entre 2019 et 2020, renforcée par le confinement lié au Covid-19, pendant laquelle il aurait eu des relations sexuelles avec des hommes et femmes âgés de 20 à 40 ans. C'est à la fin de cette période (mai/juin 2020) que le garçon l'aurait contacté sur Snapchat. Il considère ne pas être pédophile, évoquant ses sentiments de culpabilité et de honte à la découverte de l'âge réel de son correspondant lors de sa garde à vue : « Ressentir cette culpabilité m'a amené à ce plaider-coupable, qui est un suicide social. J'aurais pu me suicider physiquement. Je ne sais pas ce qui est le mieux, finalement. Ce qui est sûr, c'est que ma vie s'est arrêtée le 23 janvier 2023 ».
Par décret du 2 janvier 2024, il est exclu de l'ordre national de la Légion d'honneur.

## Palmarès

### En club
Compétitions internationales 
- Ligue des champions
  - Vainqueur (1) : 2003
  - Finaliste (1) : 2009
- Coupe des vainqueurs de coupe
  - Vainqueur (1) : 1993
  - Finaliste (1) : 1994

 Compétitions nationales 
- Championnat de France
  - Vainqueur (4) : 1994, 1996, 2002, 2003
  - Deuxième (4) : 1992, 1993, 2001, 2005
- Coupe de France
  - Vainqueur (5) : 1993, 1998, 2001, 2002, 2003
  - Finaliste : 1992, 1996
- Championnat de France de deuxième division
  - Vainqueur (1) : 1995
- Coupe de la Ligue
  - Finaliste (2) : 2003, 2005
- Championnat d'Allemagne
  - Vainqueur (1) : 2009
- Coupe d'Allemagne
  - Vainqueur (1) : 2009

### En équipe nationale
Bruno Martini compte 202 sélections en équipe de France,, entre le 4 juillet 1990 contre l'URSS et 2007. Ses résultats en compétitions internationales sont :
- Jeux olympiques[20]
  - 4e place aux Jeux olympiques de 1996 d'Atlanta,  États-Unis
  - 6e place aux Jeux olympiques de 2000 de Sydney,  Australie
- Championnats du monde
  -  Médaille d'or au Championnat du monde 1995 en  Islande
  -  Médaille de bronze au Championnat du monde 1997 au  Japon
  -  Médaille d'or au Championnat du monde 2001 en  France
  -  Médaille de bronze au Championnat du monde 2003 au  Portugal
- Championnats d'Europe
  - 6e place au Championnat d'Europe 1994 au  Portugal
  - 7e place au Championnat d'Europe 1996 en  Espagne
  - 4e place au Championnat d'Europe 2000 au  Croatie
- Autres
  - 6e place aux Jeux méditerranéens de 1991 (avec  France espoir)
  -  Médaillé d'argent aux Jeux méditerranéens de 1993  en Languedoc-Roussillon,  France
  -  Médaille d'or aux Goodwill Games de 1994 à Saint-Pétersbourg en  Russie

## Décorations
- Chevalier de la Légion d'honneur en 2001[21], déchu en 2024[17].